# Lars Ehm
Lars Ehm (* 9. April 1976 in Recklinghausen) ist ein deutscher Politiker der Christlich Demokratischen Union Deutschlands (CDU). Seit 2025 ist er Mitglied des Deutschen Bundestages für den Wahlkreis Recklinghausen II.

## Ausbildung und Beruf
Nach Schulabschluss und Wehrdienst absolvierte Ehm eine Ausbildung zum Bankkaufmann bei der Dresdner Bank AG. Danach studierte er Rechtswissenschaften an der Ruhr-Universität Bochum. 2005 legte Ehm die erste juristische Staatsprüfung ab und absolvierte danach ein Rechtsreferendariat beim Landgericht Essen.
Nach der zweiten juristischen Staatsprüfung 2008 war er zunächst als wissenschaftlicher Mitarbeiter eines Abgeordneten des Landtages Nordrhein-Westfalen tätig. Anschließend arbeitete er von 2009 bis 2013 im Ministerium für Arbeit, Gesundheit und Soziales des Landes Nordrhein-Westfalen.
Von 2013 bis 2018 war Lars Ehm Erster Beigeordneter der Stadt Dorsten, danach bis 2025 als Leitender Ministerialrat erneut im Ministerium für Arbeit, Gesundheit und Soziales des Landes Nordrhein-Westfalen tätig.

## Politische Tätigkeiten
Lars Ehm trat 1995 der Jungen Union und der CDU bei. Seit 2007 ist er Vorsitzender des CDU-Stadtverbandes Oer-Erkenschwick und seit 2015 Stellvertretender Kreisvorsitzender des CDU-Kreisverbandes Recklinghausen.
Seit 1999 ist er Mitglied im Rat der Stadt Oer-Erkenschwick, wo er seit 2004 als Fraktionsvorsitzender der CDU fungiert.
Bei der Bundestagswahl 2021 kandidierte Lars Ehm im Bundestagswahlkreis Recklinghausen II, unterlag aber mit 28,1 Prozent der Erststimmen Brian Nickholz (SPD), der 37,4 Prozent der Erststimmen auf sich vereinigte und in den 20. Deutschen Bundestag einzog.
Bei der Bundestagswahl 2025 kandidierte Ehm erneut im Bundestagswahlkreis Recklinghausen II und wurde nun mit 31,6 Prozent der Erststimmen direkt in den 21. Deutschen Bundestag gewählt. Er löste den Bundestagsabgeordneten Brian Nickholz ab, der 29,0 Prozent der Erststimmen erreichte. Der Bundestagswahlkreis galt lange Zeit als sicher für die SPD, von 1965 bis 2021 hatte sie durchgängig die Mehrheit gewonnen. Ehm ist Mitglied des Ausschusses für Arbeit und Soziales sowie stellvertretendes Mitglied in den Ausschüssen für Bildung, Familie, Senioren, Frauen und Jugend sowie Gesundheit.

## Privates
Lars Ehm ist römisch-katholischer Konfession, verheiratet und Vater einer Tochter. Er lebt mit seiner Familie in Oer-Erkenschwick. Er ist Mitglied der katholischen Studentenverbindung KDStV Saxo-Thuringia (Dresden, Aachen) Bochum im CV.